# Гейміфікація
Гейміфіка́ція (ігровізація, геймізація, англ. gamification) — використання ігрових практик та механізмів у неігровому контексті для залучення кінцевих користувачів до розв'язання проблем. Гейміфікація була досліджена у декількох царинах, серед яких: взаємодія з клієнтами, виконання фізичних вправ, повернення інвестицій, якість даних, пунктуальність та навчання. Більшість досліджень з ігровізації показали позитивні тенденції після гейміфікації.

## Методи
Методи гейміфікації прагнуть залучити природні людські потреби: конкуренція, досягнення, статус, самовираження, альтруїзм, розв'язання задач.
В основі стратегії гейміфікації лежить винагородження за виконані завдання. Можуть бути різні типи заохочень: бали, відзнаки або рівні, індикатор прогресу і видача виконавцю віртуальної валюти.
Конкуренція — це ще один елемент, який можна використати у гейміфікації. Надати можливість всім працівникам бачити нагороди інших, або виплачувати бонуси лідерам і таким чином стимулювати інших виконувати завдання.
Альтернативний підхід до гейміфікації — надати реальним завданням характеристик ігрового світу. Наприклад, запропонувати декілька можливих варіантів розв'язання задачі, повторити із прикладу, поступово ускладнювати, ще можна додати розповідь чи передісторію.

## Історія гейміфікації
1896 р. — одна із перших згадок використання елементів гейміфікації. Компанія Sperry & Hutchinson випустила спеціальні марки (S&H Green Stamp), які видавались покупцям роздрібних магазинів, автозаправок тощо. Зібрані марки вклеювались в спеціальний альбом. В подальшому їх можна було обмінювати на цінні подарунки.
1908 р. — поява скаутського руху, в якому використовуються відзнаки як нагороди за досягнення. Це один із перших прикладів ігрофікації в управлінні.
1973 р. — публікація книги Чарльза Кунрадта «The Game of Work». В ній порушено питання підвищення продуктивності роботи працівників за рахунок ігрових елементів, запозичених в спорті. Сьогодні Чарльза Кунрадта називають «дідусем ігрофікації».
2002 р. — поява терміна «гейміфікація». Нік Пелінг застосовує термін «gamification» під час розробки користувацького інтерфейсу.
2005 р. — заснування платформи Bunchball, яка допомагає активізувати користувачів сайтів за допомогою ігрової механіки.
2009 р. — поява Foursquare — однієї із найпопулярніших ігрофікованих соціальних мереж.
2011 р. — презентовано трекер активності Fitbit, який використовує гейміфікацію для підвищення рівня інтересу до спорту.
2012 р. — Наомі Олдермен випускає спеціальний додаток для смартфонів Zombies, Run! — один із найяскравіших прикладів ігрофікації заняття спортом.
2012 р. — публікація книги Кевіна Вербаха та Дена Хантера «For the Win».
2012 р. — на освітній платформі Coursera стартує навчальний курс Кевіна Вербаха «Gamification» [Архівовано 10 березня 2018 у Wayback Machine.]. Завдяки відеолекціям мільйони користувачів з усього світу дізнались що таке гейміфікація.

## Елементи дизайну гри
Елементи ігрового дизайну є основними будівельними блоками додатків гейміфікації. Серед цих типових елементів ігрового дизайну є очки, значки, таблиці лідерів, графіки продуктивності, змістовні історії, аватари та товариші по команді.

### Очки
Очки є основними елементами безлічі ігор і гейміфікованих програм. Зазвичай вони винагороджуються за успішне виконання певної діяльності в ігровому середовищі, і вони служать для чисельного представлення прогресу гравця. Можна розрізняти різні види точок, наприклад, бали досвіду, бали, які можна обмінювати, або очки репутації, а також різні цілі, які служать балами. Однією з найважливіших цілей балів є надання зворотного зв'язку. Окуляри дозволяють вимірювати поведінку гравців у грі, вони служать як безперервний і негайний зворотний зв'язок, так і як нагорода.

### Значки
Значки визначаються як візуальні уявлення про досягнення, і можуть бути зароблені та зібрані в середовищі гейміфікації. Вони підтверджують досягнення гравців, символізують свої заслуги, і помітно показують їх виконання рівнів або цілей. Заробляючи значок може бути залежним від конкретної кількості балів або конкретних заходів у грі. Значки мають багато функцій, що служать як цілі, якщо передумови для перемоги вони відомі гравцеві, або як символи віртуального статусу. Так само як точки, значки також надають відгук, оскільки вони вказують, як виконали гравці. Значки можуть впливати на поведінку гравця, що ведуть їх, щоб вибрати певні маршрути та виклики, щоб заробити значки, пов'язані з ними. Крім того, як значки символізують своє членство в групі тих, хто володіє цим особливим значком, вони також можуть надавати соціальні впливи на гравців та співгромади,

### Таблиці лідерів
У таблиці лідерів гравців розміщують відповідно до їх відносного успіху, вимірюючи їх за певним критерієм успіху. Таким чином, лідерські дошки можуть допомогти визначити, хто виконує найкраще у певній діяльності, і, таким чином, конкурентні показники прогресу, що стосуються власної продуктивності гравця до продуктивності інших. Однак мотиваційний потенціал лідерів змішується. Вербах та Хантер вважають їх ефективними мотиваційними чинниками, якщо на наступному рівні залишилося лише кілька очок, а як демотиватори, якщо гравці опиняються вкінці таблиці. Конкуренція, спричинена цим рейтингом, може створити суспільний тиск, щоб збільшити рівень залучення гравця та, отже, може мати конструктивний вплив на участь та навчання. Однак, ці позитивні наслідки конкуренції, швидше за все, якщо відповідні конкуренти приблизно на одному рівні.

### Графіки продуктивності
Графіки продуктивності, які часто використовуються в моделюванні або стратегічних іграх, надають інформацію про продуктивність гравців у порівнянні з їх попередністю продуктивності під час гри. Таким чином, на відміну від лідерів, графіки продуктивності не порівнюють продуктивність гравця іншим гравцям, але замість цього оцінюйте власні результати гравця з часом. На відміну від соціального еталонного стандарту лідерів, графіки продуктивності базуються на індивідуальному еталонному стандарті. Графічно відображаючи продуктивність гравця протягом певного періоду, вони зосереджені на поліпшенні. Теорія мотивації постулює, що це сприяє орієнтуванню майстерності, яка особливо корисна для навчання.

### Значущі історії
Значущі історії — елементи дизайну гри, які не стосуються продуктивності гравця. Наративний контекст, в якому ігрова програма може бути вбудованою контекстним діям та символами в грі та надає їм значення за допомогою простого пошуку точок та досягнень. Історія може бути повідомлена заголовком гри (наприклад, космічні загарбники) або складними сюжетними лініями, характерними для сучасних рольових відеоігор (наприклад, серія старших сортових сортів). Розповідні контексти можуть бути орієнтовані на реальні, без ігрових контекстів або діяти як аналогії реальних налаштувань. Останній може збагатити нудним, ледве стимулюючи контексти, і, як наслідок, надихає та мотивувати гравців, особливо якщо історія відповідає їхнім особистим інтересам. Таким чином, історії також є важливою частиною у програмах Gamification, оскільки вони можуть змінити значення реальних заходів, додавши розповідь «накладання», наприклад, полювали зомбі, збираючись запустити.

### Аватари
Аватари — це візуальні уявлення про гравців у межах гри або навколишнього середовища гри. Зазвичай вони вибираються або навіть створюються гравцем. Аватари можуть бути розроблені досить просто, як просто піктограма, або вони можуть бути складно анімованими, тривимірними уявленнями. Їх основна формальна вимога полягає в тому, що вони безпомилково ідентифікують гравців і встановлюють їх окремо від інших аватарів людини або комп'ютерного контролю. Аватари дозволяють гравцям прийняти або створити іншу ідентичність, а в кооперативних іграх, стати частиною спільноти.

### Товариші по команді
Незалежно від того, чи є вони іншими реальними гравцями або віртуальними непрацездатними персонажами, можуть викликати конфлікт, конкуренцію або співпрацю. Останнім чином можуть бути спричинені особливо шляхом введення команд, тобто, створюючи визначені групи гравців, які працюють разом до спільної мети. Метааналітичні докази підтримують, що поєднання конкуренції та співпраці в іграх, ймовірно, буде ефективним для навчання.

## Використання в навчанні
Методи гейміфікації набули широкого поширення в освіті. Зокрема популярними й зрозумілими прикладами є дошки пошани, система оцінювання в молодшій школі (замість 5- чи 12-бальної системи — відмітки у вигляді сонечка, хмаринки тощо), змагання між класами за символічну «валюту», використання ігрових елементів безпосередньо під час уроків тощо. Гейміфікація може використовуватися у таких випадках:
1. Формування певних навичок або поведінки.
2. Візуалізація та підкреслення таких дій і навичок, які важко продемонструвати за допомогою традиційних методик.
3. Щоб захопити учнів, створити своєрідне змагання між ними.
4. Щоб учні самі могли спостерігати за власним прогресом.

Студія "Ігролад" — українська студія розробки ігор, що займається ігрофікацією освіти та бізнесу.